# پوطار
پوطار، روستایی از توابع بخش مرکزی شهرستان بم در استان کرمان و در فاصله ۳۵ کیلومتری بم قرار دارد.

## جمعیت
این روستا در حومه قرار دارد و براساس سرشماری مرکز آمار ایران در سال ۱۳۹۵، جمعیت آن ۱۵۰ نفر (۵۶ خانوار) بوده‌است.